# Condado de Yalobusha
O Condado de Yalobusha é um dos 82 condados do estado norte-americano do Mississippi. Tem duas sedes de condado: Water Valley e Coffeeville e a sua maior cidade é Water Valley.
O condado tem uma área de 1282 km² (dos quais 73 km² estão cobertos por água), uma população de 13 051 habitantes, e uma densidade populacional de 11 hab/km² (segundo o censo nacional de 2000). O condado foi fundado em 1834 e recebeu o seu nome a partir de um termo dos ameríndios que significa "lugar do girino".